# Torrea candida
Torrea candida är en ringmaskart som först beskrevs av Delle Chiaje 1841.  Torrea candida ingår i släktet Torrea och familjen Alciopidae. Arten har ej påträffats i Sverige. Inga underarter finns listade i Catalogue of Life.